# 스테잉리뮈르 헤르만손
스테잉리뮈르 헤르만손(아이슬란드어: Steingrímur Hermannsson, 1928년 6월 22일 ~ 2010년 2월 1일)은 아이슬란드의 정치가이며, 총리를 지낸 경력이 있다. 스테잉리뮈르의 아버지는 헤르만 요나손으로, 그 또한 총리를 지낸 경력이 있다.

## 생애
스테잉리뮈르는 어린 시절부터 유명한 정치인이었던 아버지의 밑에서 제2차 세계대전같은 굵직한 현대사의 현장을 근처에서 바라보며 성장했다. 그러나 그 아버지의 정치적 그늘 아래에서 성장하고 싶지 않았기 때문에, 스테잉리뮈르는 1948년 미국으로 건너가 시카고에서 공학을 배웠다. 그 뒤 캘리포니아 공과대학교에서도 역시 공학을 전공했다. 아이슬란드로 돌아온 뒤, 사생활과 사업 양쪽에서 트러블을 경험하게 되고, 결국에는 1960년대에 정치계에 발을 들이게 된다. 진보당에 입당한 뒤 그는 1971년에 아이슬란드 국회에 진출하게 되고, 1979년에는 당대표를 역임하게 된다.
진보당의 총선 승리에 힘입어, 그는 아이슬란드의 총리로서 1983년부터 1987년에 걸쳐 한 차례 역임한 뒤, 다시 1988년부터 1991년까지 두 차례에 걸쳐 총리직을 역임했다. 그 외에도 사법장관, 농업장관, 어업장관, 교통장관 및 외무장관을 두루 거쳤다. 진보당대표로서 그는 1979년부터 1994년까지 꽤 오랜 기간 직임했으며, 그 뒤로는 1998년 은퇴할 때까지 아이슬란드 중앙은행의 총재를 역임했다.
그의 총리로서 공과에 대해서는 이론의 여지가 있으나, 많은 사람들은 그가 "구식 정치"의 마지막 대표적인 인물로서, 그의 총리 재임 기간 내내 편협하고 부패한 정치관행에 의해 그는 고통받았다. 그러나 그 뒤 다비드 오트손이 이끄는 정부에 의해 개혁은 성공적으로 진행될 수 있었다. 그러나 스테잉리뮈르의 지지자들은 그가 1980년대와 1990년대의 경제 위기를 이겨내는 데 큰 공을 세웠다고 주장한다.
국제적으로 봤을 때, 그의 총리로서 가장 중요했던 순간은 1986년에 레이캬비크 정상회담에서 소련의 미하일 고르바초프와 미국 대통령 로널드 레이건을 접빈한 것이다. 당시에는 그 회담이 성공적이지 못하다고 여겨졌으나, 결국 회담은 냉전의 종식에 크게 기여했으며, 아이슬란드정부의 행사 주최능력이 크게 호평받았다.
스테잉리뮈르의 은퇴이후 행적은 간소하나, 드물게 공적 주제에 대해 목소리를 내고 있다. 그는 유럽 연합의 가입에 반대하는 헤임신이라는 단체의 창립 멤버로서, 자신이 한 때 몸 담았던 진보당의 정책에 대해 점점 비판적인 견해를 견지하고 있다. 그 결과, 그는 당에서 점차 발언력이 약해지고 있다.
스테잉리뮈르는 원로 정치인으로서 존중받고 있으며, 1996년에는 아이슬란드 대통령 선거에 후보로 나설 것을 고려하기도 했으나, 그는 이 영예를 사양하고 70세에 은퇴했다. 그의 자서전은 1998년에서 2000년에 걸쳐 세 권의 책으로 출판되었으며, 베스트셀러가 되었다.
스테잉리뮈르의 아들인 귀드뮌뒤르 스테잉림손은 3대째를 이어 아이슬란드 정치계에서 경력을 쌓고 있다. 그러나 그는 할아버지와 아버지와는 다르게 사회민주당에서 정치활동을 하고 있다.
| 전임 귄나르 토로트센 토르스테인 팔손 | 제18대 아이슬란드 공화국 총리 1983년 ~ 1987년 1988년 ~ 1991년 | 후임 토르스테인 팔손 다비드 오트손 |

| 전임 올라퓌르 요우한네손 | 제11대 진보당 대표 1979년 ~ 1994년 | 후임 할도우르 아우스그림손 |